# Secăria
Secăria est une commune roumaine du județ de Prahova, dans la région historique de Valachie et dans la région de développement du Sud.

## Géographie
La commune de Secăria est située dans le nord-ouest du județ, entre la vallée de la Doftana à l'est et la vallée de la Prahova à l'ouest, à 8 km au nord-est de Comarnic et à 60 km au nord-ouest de Ploiești, le chef-lieu du județ.
La municipalité est composée du seul village de Secăria.

## Histoire
La première mention écrite de la commune date de 1538.

## Politique
Le Conseil Municipal de Secăria compte 9 sièges de conseillers municipaux. À l'issue des élections municipales de juin 2008, Iulian Popa (PD-L) a été élu maire de la commune.
| Parti                          | Nombre de conseillers |
| ------------------------------ | --------------------- |
| Parti démocrate-libéral (PD-L) | 6                     |
| Parti social-démocrate (PSD)   | 3                     |

## Religions
En 2002, la composition religieuse de la commune était la suivante :
- Chrétiens orthodoxes, 100 %.

## Démographie
En 2002, la commune comptait 1 362 Roumains (100 %). On comptait à cette date 540 ménages et 650 logements.
| 1992  | 2002  | 2007  |
| ----- | ----- | ----- |
| 1 461 | 1 362 | 1 310 |

## Économie
L'économie de la commune repose sur l'agriculture, l'élevage et l'exploitation des forêts.

## Communications

### Routes
La route régionale DJ101S relie Secăria avec Comarnic.